# Drž'te lopova
Drž'te lopova je američki triler iz 1955. redatelja Alfreda Hitchcocka. 
Temelji se na istoimenom romanu Davida F. Dodgea, a po žanru je mješavina trilera i ljubavnog filma. Naslovni protagonist, čiji lik tumači Cary Grant, je bivši vrhunski provalnik koji postane glavni osumnjičenik za seriju provala čija su meta domovi otmjenog društva na jugu Francuske. Radnja prikazuje kako tamo odlazi kako bi pokušao pronaći pravog krivca, te kako upoznaje kćer američke bogatašice (koju glumi Grace Kelly), koju počne privlačiti upravo zbog svoje uzbudljive kriminalne prošlosti.
Drž'te lopova je predstavljao prvi Hitchcockov film snimljen novom i modernom widescreen tehnikom VistaVision, pri čemu su korištene autentične lokacije u Francuskoj. Prilikom snimanja se Grace Kelly upoznala sa svojim budućim suprugom, monegaškim princom Rainierom III. Iako je postigao relativno dobar komercijalni uspjeh, a sam Cary Grant kasnije tvrdio da mu je Kelly bila najbolja partnerica u glumačkoj karijeri, često se navodi kao jedno od slabijih ostvarenja Hitchcockove filmografije. Kao razlog za to se obično ističe mnogo vedriji ton nego u mnogo mračnijim "hitchcockovskim" trilerima.

## Uloge
- Cary Grant – John Robie
- Grace Kelly – Frances Stevens
- Jessie Royce Landis – Jessie Stevens
- John Williams – H. H. Hughson
- Charles Vanel – Bertani
- Brigitte Auber – Danielle Foussard
- Jean Martinelli – Foussard
- Georgette Anys – Germaine

## Vanjske poveznice
- To Catch a Thief na Rotten Tomatoes
- To Catch a Thief Eyegate Gallery
- Historic reviews, photo gallery at CaryGrant.net